# Mustafa Alfadni
Mustafa Ahmed Saeed Elfadni, noto semplicemente come Mustafa Elfadni (24 ottobre 1999), è un calciatore sudanese, centrocampista dell'Al-Ahly Shendi e della nazionale sudanese.

## Carriera

### Club
Ha giocato con vari club nella prima divisione sudanese.

### Nazionale
Debutta con la nazionale sudanese il 30 dicembre 2021 in occasione dell'amichevole persa 3-2 contro l'Etiopia.
Nel gennaio 2022 viene incluso nella lista finale dei convocati della Coppa delle nazioni africane 2021.

## Statistiche
Statistiche aggiornate al 11 gennaio 2022.

### Cronologia presenze e reti in nazionale
| Cronologia completa delle presenze e delle reti in nazionale ― Nigeria | Cronologia completa delle presenze e delle reti in nazionale ― Nigeria | Cronologia completa delle presenze e delle reti in nazionale ― Nigeria | Cronologia completa delle presenze e delle reti in nazionale ― Nigeria | Cronologia completa delle presenze e delle reti in nazionale ― Nigeria | Cronologia completa delle presenze e delle reti in nazionale ― Nigeria | Cronologia completa delle presenze e delle reti in nazionale ― Nigeria | Cronologia completa delle presenze e delle reti in nazionale ― Nigeria |
| Data                                                                   | Città                                                                  | In casa                                                                | Risultato                                                              | Ospiti                                                                 | Competizione                                                           | Reti                                                                   | Note                                                                   |
| ---------------------------------------------------------------------- | ---------------------------------------------------------------------- | ---------------------------------------------------------------------- | ---------------------------------------------------------------------- | ---------------------------------------------------------------------- | ---------------------------------------------------------------------- | ---------------------------------------------------------------------- | ---------------------------------------------------------------------- |
| 30-12-2021                                                             | Limbé                                                                  | Etiopia                                                                | 3 – 2                                                                  | Sudan                                                                  | Amichevole                                                             | -                                                                      |                                                                        |
| 2-1-2022                                                               | Yaoundé                                                                | Zimbabwe                                                               | 0 – 0                                                                  | Sudan                                                                  | Amichevole                                                             | -                                                                      |                                                                        |
| 11-1-2022                                                              | Garoua                                                                 | Sudan                                                                  | 0 – 0                                                                  | Guinea-Bissau                                                          | Coppa d'Africa 2021                                                    | -                                                                      |                                                                        |
| Totale                                                                 |                                                                        | Presenze                                                               | 3                                                                      |                                                                        | Reti                                                                   | 0                                                                      |                                                                        |